# Pakam
Pakam is een bestuurslaag in het regentschap Batu Bara van de provincie Noord-Sumatra, Indonesië. Pakam telt 4015 inwoners (volkstelling 2010).